# Oyabe, Toyama
Oyabe (小矢部市 Oyabe-shi) là một thành phố thuộc tỉnh Toyama, Nhật Bản.